# Bracon rhyssomati
Bracon rhyssomati är en stekelart som beskrevs av William Harris Ashmead 1894. Bracon rhyssomati ingår i släktet Bracon och familjen bracksteklar. Inga underarter finns listade.